# Gerd Völs
Gerd Völs   (valor desconegut, 22 de desembre de 1909 - Hannover, 15 de març de 1991) fou un remer alemany que va competir durant les dècades de 1930 i 1940.
El 1936 va prendre part en els Jocs Olímpics de Berlín, on guanyà la medalla de bronze en la prova del vuit amb timoner del programa de rem. En el seu palmarès també destaquen dos campionats nacionals, un de vuit amb timoner i un de quatre sense timoner.